# 下两镇
下两镇，是中华人民共和国四川省巴中市南江县下辖的一个乡镇级行政单位。2019年12月，下两镇元顶子社区所属行政区域划归云顶镇管辖。

## 行政区划
下两镇下辖以下地区：
下两社区、东垭社区、元顶子社区、新桥村、阳光村、灵活村、大田村、东河村、铁尖村、钟咀村、老君村、江口村、平桥村、柏杨村、黄坪村、七岭村、瓦坪村、东垭村、青龙寨村、帽坝村、柑树坪村、碓盘村、中山寨村、落山村和天关村。